# Manolor
Der Manolor ist ein osttimoresischer Berg im Verwaltungsamt Lolotoe (Gemeinde Bobonaro). Er hat eine Höhe von 678 m und befindet sich im Süden der Aldeia Silagolo (Suco Lupal). Südöstlich liegt der Lolo Burapu (425 m) und nordwestlich das Dorf Silagolo.